# Neodiogmites
Neodiogmites is een vliegengeslacht uit de familie van de roofvliegen (Asilidae). De wetenschappelijke naam van het geslacht is voor het eerst geldig gepubliceerd in 1949 door Carrera.

## Soorten
De volgende soorten zijn bij het geslacht ingedeeld:
- Neodiogmites alexanderi (Carrera, 1949)[1]
  - =[3] Lastauroides alexanden (Carrera, 1949[1]
- Neodiogmites atriapex (Carrera & Papavero, 1962)[4]
  - =[3] Lastauroides atriapex Carrera & Papavero,1962
- Neodiogmites carrerai Artigas & Papavero, 1988[3]
- Neodiogmites carolindae Alvim, Ale-Rocha & Bravo, 2014[5]
- Neodiogmites lanei (Carrera, 1949)[1]
  - =[3] Laslaurax laiiei Carrera, 1949[1]
- Neodiogmites melaleucus (Schiner, 1868)[6]
- Neodiogmites melanogaster (Wiedemann, 1821)[7]
  - = Dasypogon melanogaster Wiedemann, 1821[7]
  - = Dasypogon grandis Macquart, 1846[8]
  - = Dasypogon rapax Walker, 1851[9]
- Neodiogmites modestus (Carrera, 1949)[1]
  - =[3] Lastauroides modestus Carrera, 1949[1]
- Neodiogmites mixtus (Carrera, 1949)[1]
  - =[3] Laslauroides mixtus Carrera, 1949[1]
- Neodiogmites niger (Carrera, 1949)[1]
  - =[3] Lasíauroides niger Carrera, 1949[1]
- Neodiogmites papaveroi Alvim, Ale-Rocha & Bravo, 2014[5]
- Neodiogmites tauauna Artigas & Papavero, 1988[3]
- Neodiogmites tenebrosus Carrera, 1949[1]